# Basconcillos del Tozo
Basconcillos del Tozo est une commune d'Espagne dans la communauté autonome de Castille-et-León, province de Burgos. Elle s'étend sur 120,666 km2 et comptait environ 315 habitants en 2011.